# روزی که هوا ایستاد
روزی که هوا ایستاد فیلمی ایرانی به کارگردانی  و نویسندگی نادر ابراهیمی ساختهٔ سال ۱۳۷۶ است. 

## بازیگران
در این فیلم بازیگران زیر ایفای نقش کرده‌اند.
- علیرضا انوش‌فر
- بهارک بهارلو
- رامین راستاد
- علی ایرانی
- مانی کسراییان
- علیرضا سروش
- افسون افشار
- بیتا مسافرین
- سیاوش فکری
- نرگس ادیبی
- ابوالفضل کی‌مرام
- شبنم جفرودی
- اقدس صحت‌بخش
- پروین فراهانی
- محمود فرخنده ساعدی
- لیلا عباسی
- محمد هاشمی
- داریوش قمری
- جواد مقدسی
- هادی نیک‌خواه
- دریا رضوانی
- حامد اربابی
- فرح فیض‌خواه
- زهره صموتی
- پریسا نصیری
- علیرضا لرستانی